# Вайоша (мидраш)
«Вайоша» (Ва-Иоша; ва-Йоша) — небольшой мидраш в иудаизме (то есть ветхозаветный трактат), в основу которого легли события, переданные в Исх. 14:30 — 15:18. Написан в духе позднейших агад и предназначался, по-видимому, для «Шаббат Шира» или для пасхальной недели.

## Содержание
Отделы большей частью начинаются словами «Амеру Хахамим» (говорят мудрецы), хотя порой указаны и рабби Иошуа бен-Леви и рабби Самуил бен-Нахмани.
Примечательно сказание мидраша «Вайоша» (15, 8) о муках, которые будут предшествовать Мессии, об освобождении и о страшном царе Армилусе, который погубит Мессию из дома Иосифа и сам падёт от рук Мессии, сына Давида. Тогда Господь соберёт все рассеянные остатки Израиля и будет держать великий Суд. Затем наступит прекрасный, радостный и счастливый новый век.

## Издания
Впервые мидраш «Вайоша» был издан в Константинополе в 1519 г. (затем в Меце в 1849 и в других городах). Еллинек его переиздал.